# Улица Маршала Бирјузова (Београд)
| Улица маршала Бирјузова | Улица маршала Бирјузова |
| ----------------------- | ----------------------- |
|                         |                         |
| Општина                 | Стари град              |
| Почетак                 | Сремска улица           |
| Крај                    | Поп Лукина улица        |
| Дужина                  | 600 m                   |
| Названа                 | Сергеј Бирјузов         |
| Стари називи            | Космајска улица         |
|                         |                         |
|                         |                         |
| улица Маршала Бирјузова |                         |

Улица Маршала Бирјузова је улица која се налази у Београду, у општини Стари град.

## Траса
Улица Маршала Бирјузова се практично наставља на Сремску улицу, и у дужини од око 600 м пружа се скоро праволинијски до Поп Лукине улице. Постоје још три улице Маршала Бирјузова, у Смедереву, Степојевцу и Крајишницима.

## Назив улице
Ранији назив био је Космајска.
Улица је добила име по совјетском маршалу, Хероју Совјетског Савеза и Народном хероју Југославије, Сергеју Семјоновичу Бирјузову (1904–1964), који је погинуо је 19. октобра 1964. године, када је његов авион, којим је пошао на двадесетогодишњицу ослобођења Београда, ударио у планину Авалу. На месту погибије војној делегацији је подигнут споменик.

## Значајни објекти
Поред неколико агенција, адвокатских канцеларија, угоститељских и услужних објеката, продавница, у улици се налазе и три хотела: Marshal (бр. 5) Rezime Residence, (бр. 22) и Townhouse (бр. 56).
На адреси Маршала Бирјузова 19 налази се синагога Сукат Шалом (Колиба мира), изграђена од 1924–1926. године. Сукат Шалом је шеста синагога коју су јеврејске заједнице у Београду градиле кроз своју историју. Tо је храм ашкенаског обреда у чијим темељима је узидана двојезична, хебрејско-српска повеља коју су потписали рабин Шланг, краљ Александар Карађорђевић и краљица Марија. Tоком нацистичке окупације 1941-1944. храм је оскрнављен. Непосредно по завршетку рата је освештан. Тужној свечаности обнављања храма присуствовао је мали број београдских Јевреја који су преживели Холокауст. Данас су чланови синагоге малобројни како Ашкенази тако и Сефарди.
На лето 1964. најављена је градња прве велике јавне гараже у граду, на тадашњој адреси Космајска 24 — данашња Гаража „Обилићев венац”.

## Градски превоз
Улицом Маршала Бирјузова не пролазе возила јавног превоза, али у близини се налази и почетна станица Зелени венац са преко 20 линија градског превоза.